# Championnat de Turquie masculin de handball
Le Championnat de Turquie masculin de handball est le plus haut niveau des clubs masculins de handball en Turquie.
Le Beşiktaş JK est le club le plus titré avec 17 championnats remportés.
À noter que les clubs turcs ont intégré les coupes d'Europe en 1980 en Coupe des clubs champions et en Coupe des coupes.

## Clubs de l'édition 2023-2024
| Rang 20/21 | Club                       | Ville    | Salle                          | Capacité |
| ---------- | -------------------------- | -------- | ------------------------------ | -------- |
| 1          | Beşiktaş JK                | Istanbul | Süleyman Seba Spor Salonu      | 1 500    |
| 2          | Sakarya BŞB SK             | Sakarya  | Serdivan Spor Salonu           | 5 000    |
| 3          | Beykoz Belediyesi GSK      | Istanbul | R.Şahin Koktürk S.Salonu       | 625      |
| 4          | Spor Toto SK               | Ankara   | THF Spor Salonu                | 2 500    |
| 5          | Nilüfer Belediyesi SK      | Bursa    | Üçevler Spor Tesisleri         | 500      |
| 6          | Köyceğiz Belediyesi SK     | Muğla    | Muğla Menteşe Spor Salonu      | 3 000    |
| 7          | Izmir BSB SK               | Izmir    | Celal Atik Spor Salonu         | 1 700    |
| 8          | Konya BŞB SK               | Konya    | Konya 75. Yıl Spor Salonu      | 1 500    |
| 9          | Rize Belediyesi SK         | Rize     | Güneysu Spor Salonu            | 1 000    |
| 10         | Trabzon BŞB GSK            | Trabzon  | Beşirli Spor Salonu            | 3 500    |
| 11         | Bahçelievler Belediyesi SK | Istanbul | Şehit Mustafa Özel Spor Salonu | 2 100    |

## Palmarès
| Saison    | Champion                   |
| --------- | -------------------------- |
| 1978-1979 | MTA SK Ankara              |
| 1979-1980 | MTA SK Ankara              |
| 1980-1981 | Beşiktaş JK                |
| 1981-1982 | Beşiktaş JK                |
| 1982-1983 | İstanbul Bankası Yenişehir |
| 1983-1984 | İstanbul Bankası Yenişehir |
| 1984-1985 | Hortaş Yenişehir           |
| 1985-1986 | Tarsus Erkutspor           |
| 1986-1987 | Halkbank Ankara            |
| 1987-1988 | Halkbank Ankara            |
| 1988-1989 | Arçelik SK                 |
| 1989-1990 | Eskişehir ETİ Bisküvi      |
| 1990-1991 | Eskişehir ETİ Bisküvi      |
| 1991-1992 | Halkbank Ankara            |
| 1992-1993 | Eskişehir ETİ Bisküvi      |

| Saison    | Champion                |
| --------- | ----------------------- |
| 1993-1994 | Halkbank Ankara         |
| 1994-1995 | Çankaya Belediye SK     |
| 1995-1996 | Çankaya Belediye SK     |
| 1996-1997 | Çankaya Belediye SK     |
| 1997-1998 | ASKİ SK                 |
| 1998-1999 | Çankaya Belediye SK     |
| 1999-2000 | ASKİ SK                 |
| 2000-2001 | ASKİ SK                 |
| 2001-2002 | ASKİ SK                 |
| 2002-2003 | ASKİ SK                 |
| 2003-2004 | ASKİ SK                 |
| 2004-2005 | Beşiktaş JK             |
| 2005-2006 | Maliye Milli Piyango SK |
| 2006-2007 | Beşiktaş JK             |
| 2007-2008 | Izmir BSB SK            |

| Saison    | Champion               |
| --------- | ---------------------- |
| 2008-2009 | Beşiktaş JK            |
| 2009-2010 | Beşiktaş JK            |
| 2010-2011 | Beşiktaş JK            |
| 2011-2012 | Beşiktaş JK            |
| 2012-2013 | Beşiktaş JK            |
| 2013-2014 | Beşiktaş JK            |
| 2014-2015 | Beşiktaş JK            |
| 2015-2016 | Beşiktaş JK            |
| 2016-2017 | Beşiktaş JK            |
| 2017-2018 | Beşiktaş JK            |
| 2018-2019 | Beşiktaş JK (15)       |
| 2019-2020 | Non décerné (Covid-19) |
| 2020-2021 | Spor Toto SK (2)       |
| 2021-2022 | Beşiktaş JK (16)       |
| 2022-2023 | Beykoz Belediyesi GSK  |
| 2023-2024 | Beşiktaş JK(17)        |

## Bilan par club
| Club                        | Titres | Années                                                                                               |
| --------------------------- | ------ | --- |
| Beşiktaş JK                 | 17     | 1981, 1982, 2005, 2007, 2009, 2010, 2011, 2012, 2013, 2014, 2015, 2016, 2017, 2018, 2019, 2022, 2024 |
| ASKİ SK                     | 6      | 1998, 2000, 2001, 2002, 2003, 2004                                                                   |
| Çankaya Belediye SK         | 4      | 1995, 1996, 1997, 1999                                                                               |
| Halkbank Ankara             | 4      | 1987, 1988, 1992, 1994                                                                               |
| Eskişehir ETİ Bisküvi       | 3      | 1990, 1991, 1993                                                                                     |
| Yenişehir SK                | 3      | 1983, 1984, 1985                                                                                     |
| MTA SK Ankara               | 2      | 1979, 1980                                                                                           |
| Maliye Piyango/Spor Toto SK | 2      | 2006, 2021                                                                                           |
| Tarsus Erkutspor            | 1      | 1986                                                                                                 |
| Arçelik SK                  | 1      | 1989                                                                                                 |
| Izmir BSB SK                | 1      | 2008                                                                                                 |
| Beykoz Belediyesi GSK       | 1      | 2023                                                                                                 |